# Édouard Roche
Édouard Roche (1820-1883) fue un astrónomo francés renombrado. En el año 1848 estudió el efecto que ejercía la gravedad de los planetas sobre sus satélites y determinó que cualquier materia (satélites o anillos planetarios) situada a menos de 2,44 veces el radio del planeta no se podría aglutinar para formar un cuerpo sólido, y si ya era un cuerpo (como un satélite natural), se disgregaría llegando a romperse. Esta distancia mínima se denomina límite de Roche.

## Biografía
Nació en Montpellier, y estudió en la Universidad de Montpellier, en la que se doctoró en 1844, tras lo que se convirtió en profesor en la misma institución, donde trabajó en la Facultad de Ciencias a partir de 1849. Roche hizo un estudio matemático de la hipótesis nebular de Laplace. Presentó sus trabajos en una serie de documentos a la Academia de Montpellier desde su nombramiento hasta 1877. Los más importantes fueron acerca de los cometas (1860) y la propia hipótesis nebular (1873). Los estudios de Roche examinaron los efectos de fuertes campos gravitacionales sobre enjambres de partículas diminutas.
También es conocido por su teoría sobre la formación de los anillos de Saturno, formulando la hipótesis de la desintegración por efecto de la gravedad de una luna helada de gran tamaño cuya órbita se acercó demasiado a Saturno. Describió un método para calcular la distancia a la que un cuerpo que orbita alrededor de otro puede desintegrarse por efecto de las fuerzas de marea; esta distancia pasó a conocerse como el límite de Roche.
Otros de sus trabajos más conocidos también están relacionados don la mecánica orbital. El lóbulo de Roche describe los límites a los que un objeto que está en órbita alrededor de otros dos objetos será capturado por el uno o por el otro; y la esfera de Roche, que aproxima la esfera de influencia gravitatoria de un cuerpo astronómico ante las perturbaciones de otro cuerpo más pesado alrededor del que orbita.

## Reconocimientos
- Fue nombrado caballero de la Legión de Honor el 14 de agosto de 1863.[2]
- El cráter lunar Roche lleva este nombre en su memoria.[3]
- En su honor, uno de los cráteres de Fobos, el gran satélite natural de Marte, lleva su nombre.[4]
- El asteroide (38237) Roche también conmemora su nombre.[5]